# Kotolaname
Kotolaname is een dorp in het district Kweneng in Botswana. De plaats telt 596 inwoners (2011).